# Метастазування
Метастазування (грец. metástasis) — перенесення в організмі змінених клітин від існуючого первинного вузла (існуючого метастазу або пухлини) з розвитком пухлини аналогічної гістологічної будови в іншій тканині або в іншому органі. Метастазування може відбуватись з рухом лімфи у першу чергу до регіонарних лімфатичних вузлів, метастазувати кровоносними судинами або мати локальне поширення в межах органу. Непорушені доброякісні пухлини, як правило, менш схильні до метастазування через повільний та осумкований ріст, хороше кровопостачання, тоді як злоякісні мають розлитий та швидкий ріст, швидко руйнуються, даючи вихід новим атиповим клітинам в оточуючі тканини та кров. Процес метастазування є однією із причин важкості як перенесення так і лікування онкохвороб, особливо задавнених. Хірургічно, часто виникає необхідність надлишкового видаляння оточуючих тканин чи органу, як можливих носіїв атипових клітин, хіміотерапію та радіотерапію використовують для пригнічення метастазів та атипових клітин які вже знаходяться в організмі (або вийшли під час операції) діючи на них тропно.

## Відкриття
Процес переміщення є одним із фатальних проявів атипізму розвитку пухлин, ще Ле Дранов (H. Le Dran, 1685—1770) припустив, що рак може виникнути як локальна пухлина і лише потім поширюється в регіонарні лімфатичні вузли. У 1829 р. французький лікар Ж.К. Рекамье (J. Recamier, 1774—1852) вперше довів, що причиною метастазів є ракові клітини. Він виявив інвазію вен раковими клітинами. Вони переносяться у віддалені ділянки тіла. З них там утворюються «окремі острівці поразок», які він назвав «метастазами». Як ракові клітини проникають в кров і лімфу, ще довго залишалося не зрозумілим на той час.

## Механізм
Шляхи міграції ракових клітин проходять через лімфатичну, кровоносну системи, вздовж фасціальних футлярів, судинно-нервових пучків. Місце проростання в організмі важко передбачувані, як і виникнення першої ракової клітини десь в тканинах організму. Теоретично, при технічній можливості топічного раннього визначення осередку ракових клітин можливе було б раннє лікування раку, не доводячи клінічний стан до метастазів.
Численні метастази ракової клітини - одна із головних причин смерті онкохворих пацієнтів. Причина в тому, що ліки стандартної хіміотерапії невиборчі, що не дозволяє знищити всі ракові клітини в організмі пацієнта.
Шляхи метастазування пухлини:
- Лімфогенний шлях метастазування пухлини (з током лімфи по лімфатичних судинах). Це найчастіший шлях метастазування пухлин, особливо карцином. Навіть при невеликому розмірі новоутворення можливе перенесення окремих його клітин по лімфатичних судинах і фіксація їх у регіонарних і віддалених лімфовузлах.
- Гематогенний шлях метастазування пухлини (з током крові по кровоносних судинах). Цим шляхом частіше метастазує клітини сарком.
- Тканинний або імплантаційний шлях метастазування пухлини. Метастазування таким шляхом здійснюється при зіткненні пухлинної клітини з поверхнею нормальної тканини або органу (наприклад, при контакті раку шлунка з поверхнею очеревини або раку легені з плеврою); при імплантації бластомних клітин, що знаходяться в рідинах організму, наприклад, черевної, плевральної порожнини, у лікворі та ін., на поверхню органів, відповідно черевної і грудної порожнини, спинного і головного мозку.
- Нерідко метастазують пухлини декількома шляхами одночасно або послідовно.

Інтенсивність метастазування (темпи, поширеність метастазів) неоднакова і може залежати як від ступеня злоякісності пухлини, так і від біологічних особливостей та стану її носія. На метастазуванні позначається сукупність багатьох факторів: ступінь злоякісності пухлини, її будова, рівень диференціювання (анаплазія), активність деструирующего інфільтруючого росту, інвазія пухлинних клітин у венозні капіляри, амебоїдна рухливість і рихлість зв'язків ракових клітин між собою, нестача іонів кальцію, підвищена функція ферментів (гіалуронідаза), фізіологічна рухливість органу (наприклад, мови, легенів, шлунка та ін). Велике значення в посиленні метастазування приписують також порушення або послаблення захисних імунобіологічних механізмів організму хворого.

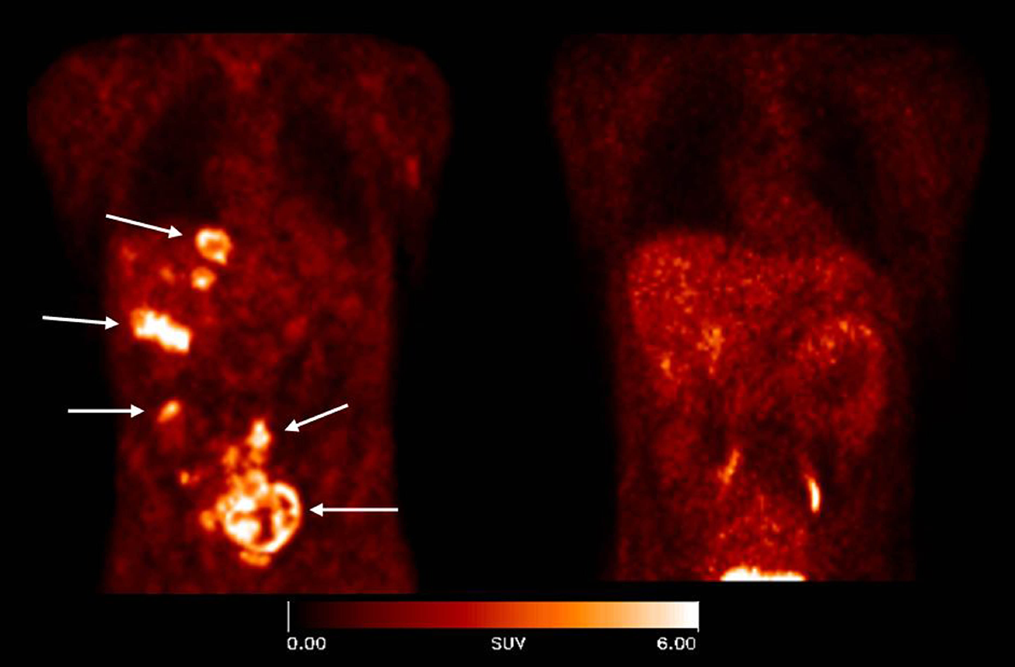
Декотрі інтегринові рецептори сильно експресовані на мембранах ракових клітин: візуалізація маркера, зв'язуючого із альфа-v-бета-3 інтегрином.

Метастазування напряму залежить від взаємодії пухлинних клітин із білками позаклітинного матриксу, тромбоцитами, клітинами ендотелію, різним орган-специфічними чинниками. Однією із немаловажливих характеристик метастазування є здатність пухлинних клітин до прикріплення, міграції та інвазії через тканинний бар'єр. За інвазії відбувається залучення механізмів клітинної адгезії, у яких беруть участь молекули інтегринів. 
Було виявлено, що у клітинах раку різного походження (меланома, гліобластома, рак шийки матки, рак молочної залози, статевої, підшлункової залоз, яєчників, кишки тощо), а також у клітинах ендотелію пухлинних судин спостерігається підвищена експресія RGD-впізнаючих інтегринових рецепторів. Адгезивні білки, які є присутніми у позаклітинних матрицях та крові, містять трипептид RGD в якості сайта впізнавання клітин. Ці білки включають фібронектин, вітронектин, остеопонтин, колагени, тромбоспондин, фіброноген та фактор фон Віллебранда. 
Розробляється ряд протипухлинних препаратів, дія яких заснована на взаємодії із αvβ3, а в якості адресуючої групи використовується RGD-пептид або імітуюча його молекула. Дані молекули мають здатність до високоефективного зв'язування маркера метастазуючої меланоми (інтегрину αvβ3) та інтерналізації. Всі дезінтегрини містять С-кінцеву Arg-Gly-Asp (RGD) послідовність, яка має велике значення для їх здатності блокувати взаємодію інтегрина з лігандом.
JAMs (Junctional adhesion molecules) - клас трансмембранних імуноглобуліноподібних глікопротеїнів, які експресуються на багатьох типах клітин. Клас JAM відіграє певну роль у метастазуванні та рості пухлинних клітин. 
У жінок, хворих раком молочної залози, виявляється висока експресія катепсину S як у первинному осередку, та й у головному мозку в області метастазу. Фармакологічне гальмування синтезу катепсину S значно знижує число метастазів у мозок. 

### Етапи метастазування
Метастазування ракових клітин - це активний процес і складається з ряду етапів. Кожен етап контролюється різними генами через їх продукт - білки в ракової клітці.
1-й етап. Деякі клітини відокремлюються від первинного вузлика з ракових клітин розміром в 2 мм або 1 мм в діаметрі і проникають через стінку живильних їх капілярів, в їх просвіт. Вони розносяться з кров'ю по організму до тих пір, поки не прикріпив до ендотелію капілярів в якомусь органі або органах. У цьому місці вони викликають скорочення клітин ендотелію і оголюють білковий матрикс - базальну мембрану (Мал. 1, а).
2-й етап. Ракові клітини прикріплюються до базальної мембрані, зв'язуючись з її білками за допомогою своїх рецепторів, якими розпізнають компоненти базальної мембрани. Включивши гени деструкції - протеїназ, вони розщеплюють білки матриксу і утворюють в мембрані отвори (Мал. 2, b).
3-й етап. Ракові клітини витягають псевдоподии і проникають через отвори, продовжуючи секретирувати ферменти деструкції. Це дозволяє їм руйнувати позаклітинний матрикс під базальною мембраною і потім впроваджуватися в нього (Мал. 3, c).
4-й етап. Для просування вперед в ракових клітинах відключаються гени деструкції. Клітини втрачають зв'язок з матриксом на своїй задній стороні, але чіпляються псевдоподіями за матрикс попереду зони лізису, що призводить до міграції самих клітин в позаклітинний матрикс і далі вглиб здорової тканини.

## Молекулярні причини метастазування
В даний час учені, в тому числі нашої країни, дали вже чимало знань про молекулярні причини метастазування ракової клітини.
1. П.С. Стіг (P.S. Steeg, 1991) та її група відкрила ген і його продукт - білок nm23 в ракової клітки різного типу. Цей білок пригнічує інвазію і метастазування ракових клітин. З цієї причини білок nm23 отримав назву антиметастатичний (від англ. - Nonmetastatic). Ген цей відсутній або неактивний в ракових клітинах, тому його продукт білок nm23 в таких клітинах відсутня або дефектний. Це створює властивість інвазії ракової клітини і викликає наслідок цього, - утворення метастазів.
2. Акад. Г.П. Георгієв і його група (1999, 2000) відкрили ген mts1 і його продукт - білок Mts1 або метастазін 1. Цей ген не є онкогеном, оскільки учені виявили, що при великих кількостях білка Mts1 в нормальній клітині, вона не перетворюється в ракову клітку. Придушення гена або зв'язування його білка в ракових клітинах буде придушувати метастатичний фенотип ракових клітин.
3. Проф. Р. Бенезра (1999) і його група з США відкрили гени: JD-1 і JD-3. Ці гени в нормі експресуються в клітинах ембріонів мишей і людини. Вони через свій продукт - білки відповідають за ріст і розвиток кровоносної системи плода, але у дорослої людини вони не експресуются. Однак, ракові клітини знову «включають» ці гени і використовують для розмноження себе. JD-гени індукують ангіогенез у вузлику з ракових клітин, що перешкоджає їх відмирання.
4. Молекулярний «перемикач» метастазування ракових клітин. Вчені центру з вивчення раку Техаського університету розшифрували молекулярні причини, що викликають відділення ракових клітин від первинного вогнища раку і метастазування в «різні частини тіла організму». Вони підкреслюють, що метастазування сильно ускладнює лікування і часто призводить до смерті пацієнтів навіть у разі успішного видалення первинного раку. Дослідники називають відкритий ними механізм «молекулярним перемикачем» і стверджують, що це відкриває великі можливості для розробки нових методів проти виникнення метастазів.

## Види метастазів
Розрізняють:
- лімфогенні метастази
- гематогенні
- змішані
- імплантаційні

Лімфогенні метастази виникають, коли ракові клітини у міру росту пухлини проникають у лімфатичні судини і переносяться струмом лімфи (ортоградно) в синуси регіонарних лімфатичних вузлів, де в перший час вони знешкоджуються, а потім поступово заміщають тканина лімфатичного вузла. Значно рідше клітини пухлини блокують лімфатичні вузли, що веде до зворотного току лімфи і утворення так званих ретроградних метастаз (наприклад, метастази раку шлунка або яєчника в надключичних лімфатичних вузлах; метастази раку шлунка в яєчники - пухлина Крукенберга та ін). Спостерігалося і на кінострічці було зафіксовано метастазування через прямі сполучення між лімфатичними вузлами і венами. Наявність лімфогенних метастаз погіршує віддалені результати лікування пухлин.
Гематогенні метастази виникають частіше при прямому проростанні клітин пухлини в кровоносні капіляри або при впровадженні їх у кровоносне русло під час операції, діагностичних маніпуляцій, а також якщо пухлинні клітини через грудний проток досягають підключичних вен. Метастазування по серозним порожнинах характерно для раку шлунка (наприклад, так званий метастаз Шнитцлера в дугласово простір, дрібні множинні метастази, розсіяні по всій очеревині).
Імплантаційні метастази виникають внаслідок прямого перенесення клітин під час оперативного видалення деяких пухлин, наприклад після видалення папілярних пухлин сечового міхура, яєчників, на місці дренажу в контрапертуре після мастектомії. Все це вимагає від лікаря ретельного дотримання принципів абластики (див.) при онкологічних операціях.

## Класифікація за системою TNM
TNM (абревіатура от tumor, nodus и metastasis) — міжнародна класифікація стадій злоякісних новоутворень.
Система TNM, що відповідає зазначеним вимогам, була розроблена P. Denoix (Франція) в період з 1943 по 1952 р. У 1954 р Міжнародний протираковий союз заснував спеціальний Комітет по клінічній класифікації та застосуванню статистики «з метою досліджень в цій області і застосування загальних правил класифікації для всіх злоякісних пухлин будь-яких локалізацій ». У період з 1954 по 1968 був опублікований ряд брошур з пропозиціями щодо класифікації злоякісних пухлин 23 локалізацій, і в 1969р. ці брошури були об'єднані в книгу Livre de Poche, видану та перекладену на 11 мов, в тому числі і на російську. Наступні видання містили класифікації злоякісних пухлин нових локалізацій, а також доповнення та виправлення попередніх, вже опублікованих класифікацій. Чинне в даний час 7-е  видання класифікації схвалене всіма національними комітетами TNM.

### Принципи класифікації за системою TNM
Розподіл пухлин на групи, за так званим "стадіями" процесу, засноване на тому, що при локалізованих пухлинах відсоток виживання вище, ніж при ураженнях, що поширюються за межі органа. Ці стадії часто відносять до "ранніх" або "пізніх", маючи на увазі під цим послідовний розвиток пухлин у часі. Насправді ж стадія захворювання в момент постановки діагнозу може відображати не тільки темп зростання і поширеність пухлини, а й її тип і взаємовідношення пухлини і організму. Стадіювання раку освітлено традиціями і при аналізуванні групи хворих часто необхідно використовувати таку методику. У МСПР вірять, що важливо досягти угоди по єдиному фіксуванню інформації про поширення хвороби в кожному конкретному випадку, оскільки клінічний опис та гістологічна класифікація (коли можлива) злоякісних пухлин може надавати суттєву роль:
1. в плануванні лікування;
2. в складанні прогнозу;
3. в оцінці результатів лікування;
4. в обміні інформації між медичними центрами;
5. сприяти подальшому вивченню раку.

Основною метою Міжнародної класифікації злоякісних новоутворень за поширеністю процесу є розробка методики однакового представлення клінічних даних. Класифікації можуть бути найрізноманітнішими: до прикладу по локалізації пухлини, клінічному або патологічному поширенню ураження, тривалості симптомів або ознак, статтю і віком хворих, гістологічною структурою, ступенем злоякісності. Всі ці ознаки певною мірою впливають на прогноз захворювання, однак не дають повної оцінки.
Класифікація TNM ґрунтується на клінічному і, коли можливо, гістологічному визначенні анатомічного поширення захворювання. Важливим завданням клініциста є визначення прогнозу захворювання і планування найефективнішого курсу лікування, для чого потрібна об'єктивна оцінка анатомічної поширеності ураження. З цією метою необхідно мати класифікацію, основні принципи якої були б застосовані до всіх локалізацій злоякісних пухлин, незалежно від можливого лікування і яку згодом можна було б доповнити відомостями, отриманими при патогістологічному дослідженні і (або) даними хірургічного втручання. Система TNM відповідає цим вимогам.

### Загальні правила системи TNM
Система TNM, прийнята для опису анатомічного поширення ураження, заснована на трьох компонентах:

| T | - розмір та поширення первинної пухлини;                                                                     |
| N | - відсутність або наявність метастазів в лімфатичних вузлах (регіонарних, віддалених) і ступінь їх ураження; |
| M | - відсутність або наявність віддалених метастазів в інших органах і тканинах (окрім лімфатичної).            |

До цих трьох компонентів додаються цифри, що вказують на поширеність злоякісного процесу:
T0. T1. T2. T3. T4. N0. N1. N2. N3. M0. M1
Ефективність системи в "кратності позначення" ступеня поширення злоякісної пухлини.

### Загальні правила, що застосовуються для всіх локалізацій пухлин
1. У всіх випадках повинно бути гістологічне підтвердження діагнозу. Якщо його немає, то такі випадки описуються окремо.
2. При кожній локалізації описуються дві класифікації:
  - Клінічна класифікація TNM (або cTNM), застосовується до початку лікування і заснована на даних клінічного, рентгенологічного, ендоскопічного дослідження біопсії, хірургічних методів дослідження і ряду додаткових методів.
  - Патологоанатомічна класифікація (післяопераційна патогістологічна класифікація), що позначається pTNM, заснована на даних, отриманих до початку лікування, але доповнених або змінених на підставі відомостей, отриманих при хірургічному втручанні або дослідженні операційного матеріалу. Патологічна оцінка первинної пухлини (pT) робить необхідним виконання біопсії (або) резекції первинної пухлини для можливої оцінки вищої градації pT. Для патологічної оцінки стану регіонарних лімфатичних вузлів (pN) необхідно їх адекватне видалення, що дозволяє визначити відсутність (pN0) або оцінити вищий границю pN категорії. Для патологічної оцінки віддалених метастазів (pM) необхідно їх мікроскопічне дослідження.
3. Після визначення T, N, M і (або) pT, pN і pM категорій може бути виконане групування по стадіях. Встановлений ступінь поширення пухлинного процесу по системі TNM або по стадіям  повинен залишатися в медичній документації без змін.

Клінічна класифікація особливо важлива для вибору та оцінки методів лікування, тоді як патологічна дозволяє отримувати найточніші дані для прогнозу і оцінки віддалених результатів лікування.
1. Якщо є сумнів в правильності визначення категорій T, N або M, то потрібно вибирати нижчу (тобто менш поширену) категорію. Це також поширюється і на групування за стадіями.
2. У випадку множинних синхронних злоякісних пухлин в одному органі класифікація будується на оцінці пухлини з найвищою T категорією, а множинність або число пухлин вказується додатково T2 (m) або T2 (5). при виникненні синхронних білатеральних пухлин парних органів кожна пухлина класифікується окремо. При пухлинах щитоподібної залози, печінки і яєчника множинність є критерієм T категорії.
3. Визначення TNM категорій або групування по стадіях можуть використовуватися для клінічних або дослідницьких цілей, поки не зміняться критерії класифікації.

### Анатомічні області та локалізації
Локалізація злоякісних пухлин в цій класифікації визначається кодом номерів Міжнародної Класифікації
Онкологічних хвороб (ICD -O, 3-е видання ВООЗ, 2000).
Кожна область і частина описується за наступним змісту:
1. Правила класифікації з методами визначення T, N і M
2. Анатомічна область з її частинами (якщо є)
3. Визначення регіонарних лімфатичних вузлів
4. TNM Клінічна класифікація
5. pTNM патологоанатомічна класифікація
6. G гістопатологічного диференціювання
7. Групування за стадіями
8. Резюме по даній області або частині.

### TNM клінічна класифікація
У всіх випадках використовуються такі загальні принципи:
```
      
T - первинна пухлина
```

TX Оцінити розміри і місцеве поширення первинної пухлини не представляється можливим

T0 Первинна пухлина не визначається

Tis преінвазивна карцинома (лат. Carcinoma in situ)

T1, T2, T3, T4 Відбиває наростання розміру і / або місцевого поширення первинної пухлини
```
      
N - Регіонарні лімфатичні вузли
```

NX Недостатньо даних для оцінки регіонарних лімфатичних вузлів

N0 Немає регіонарних метастазів

N1, N2, N3 відображають різний ступінь ураження метастазами регіонарних лімфатичних вузлів

Примітка. Пряме поширення первинної пухлини в лімфатичні вузли класифікується як метастатична поразка. Метастази в будь-яких які регіонарних лімфатичних вузлах класифікуються як віддалені метастази.
```
      
М - Віддалені метастази
```

MX Недостатньо даних для визначення віддалених метастазів

М0 Немає ознак віддалених метастазів

М1 Є віддалені метастази

Категорія M1 може бути доповнена в залежності від локалізації метастазів наступними символами:
```
      Легені PUL (C34)              Кістковий мозок MAR (С42.1)
      Кістки OSS (C40, C41)         Плевра PLE (С38.4)
      Печінка HEP (С22)             Очеревина PER (С48.1,2)
      Головний мозок BRA (С71)      Наднирники ADR (С74)
      Лімфатичні вузли LYM (С77)    Шкіра SKI (С44)
       інші OTH
```

### Підрозділи TNM
Підрозділ основних категорій застосовують у випадках необхідної більшої деталізації (T1a, T1b, або N2a, N2b)

### pTNM патологоанатомічна класифікація
У всіх випадках використовуються такі загальні принципи:
```
      
pt - Первинна пухлина
```

pTX Первинна пухлина не може бути оцінена гістологічно

pT0 При гістологічному дослідженні ознак первинної пухлини не виявлено

pT is преінвазивного карцинома (Carcinoma in situ)

pT1, pT2, pT3, pT4 Гістологічно підтверджене наростання розмірів або ступеня місцевого поширення первинної пухлини

pN - Регіонарні лімфатичні вузли

pNX Регіонарні лімфатичні вузли не можуть бути оцінені

pN0 Метастази в регіонарних лімфатичних вузлах гістологічно НЕ верифіковані

pN1, pN2, pN3 Гістологічно підтверджене наростання ступеню ураження регіонарних лімфатичних вузлів

Примітка. 1.Прямі поширення первинної пухлини в лімфатичні вузли класифікується як метастатична поразка.
2. пухлинний вузол в сполучної тканини області лимфовідтоку без гістологічного підтвердження залишків лімфоїдної тканини вузла класифікується як регіонарний метастаз в лімфатичному вузлі Рn, якщо має форму і контур лімфатичного вузла. Пухлинний вузол з неправильним контуром класифікується як рТ категорія, тобто подальше поширення первинної пухлини.
3. При визначенні розмірів категорії pN вимірюється метастатический вузол, а не лімфатичний вузол.
4. При наявності тільки мікрометастазів (<0,2 см) додатково позначаються «(mi)» (mi) або pN2 (mi)

### Сторожовий лімфатичний вузол
Сторожовий лімфатичний вузол (СЛВ) перший лімфатичний вузол на шляху лімфотоку від первинної пухлини. Якщо в ньому є пухлинні клітини, то і інші лімфатичні вузли з великою часткою ймовірності містять метастази. Якщо в СЛВ немає пухлинних клітин - інші лімфатичні вузли також не містять метастазів. Іноді зустрічаються кілька СЛВ.
При оцінці стану сторожового лімфатичного вузла використовуються наступні критерії:
PNX (sn) Оцінити СЛВ не представляється можливим

PN0 (sn) СЛВ не уражений метастазами

PN1 (sn) У СЛВ є метастази

### Ізольовані пухлинні клітини
У поняття ізольовані пухлинні клітини (ІВК) входять окремі пухлинні клітини або невелика група клітин розміром не більше 0,2 мм в найбільшому вимірі. ІВК зазвичай виявляються при іммуногістохімічному або молекулярному методах досліджень, але можуть верифікувати і при забарвленні гематоксиліном і еозином. ІВК не володіють метастатичною активністю (тобто пролиферацією або стромальною реактивністю) і непроникаючі в стінки кровоносних судин або лімфатичні синуси. У випадках наявності ІВК в лімфатичних вузлах або у віддалених від пухлини ділянках організму вони класифікуються як N0 або M0 відповідно. Аналогічна класифікація використовується і при виявленні передбачуваних ІВК неморфологічним методом, а при проточної цитометрії або аналізі ДНК подібні випадки вивчаються окремо.
При оцінці ІВК використовується така класифікація:
| pN0         | Немає гістологічно верифікованих метастазів; не проводилися дослідження з виявлення ІВК          |
| pN0 (i-)    | Немає гістологічно верифікованих метастазів; результати морфологічних досліджень ІВК негативні   |
| pN0 (i +)   | Немає гістологічно верифікованих метастазів; результати морфологічних досліджень ІВК позитивні   |
| pN0 (mol-)  | Немає гістологічно верифікованих метастазів; результати неморфологічних досліджень ІВК негативні |
| pN0 (mol +) | Немає гістологічно верифікованих метастазів; результати неморфологічних досліджень ІВК позитивні |

```
 Випадки з дослідженням сторожових лімфатичних вузлів на наявність ІВК класифікуються наступним чином:
```

| pN0 (i -) (sn)   | Немає гістологічно верифікованих метастазів в сторожовому лімфатичному вузлі (СЛВ); результати морфологічних досліджень ІВК негативні |
| pN0 (i +) (sn)   | Немає гістологічно верифікованих mts в СЛВ; результати морфологічних досліджень ІВК позитивні                                         |
| pN0 (mol -) (sn) | Немає гістологічно верифікованих метастазів в СЛВ; результати неморфологічних досліджень ІВК негативні                                |
| pN0 (mol +) (sn) | Немає гістологічно верифікованих метастазів в СЛВ; результати неморфологічних досліджень ІВК позитивні                                |

```
   
pM - Віддалені метастази
```

pMX Наявність віддалених метастазів не може бути визначено мікроскопічно.

pM0 При мікроскопічному дослідженні віддалені метастази відсутні

pM1 При мікроскопічному дослідженні підтверджені віддалені метастази

Категорія pM1 може бути підрозділена так само, як і категорія M1

Ізольовані пухлинні клітини, виявлені в кістковому мозку за допомогою морфологічних досліджень, класифікуються згідно зі схемою для N, тобто M0 (i +). При їх виявленні неморфологічними методами символ «mol» використовується в додаванні до M0, тобто М0 (mol +).

### Гістопатологічне диференціювання
У більшості випадків додаткова інформація, що стосується первинної пухлини, може бути відзначена в такий спосіб:

G - гістопатологічного диференціювання

GX Ступінь диференціювання не може бути встановлений

G1 Високий ступінь диференціювання

G2 Середній ступінь диференціювання

G3 Низький ступінь диференціювання

G4 Недиференційовані пухлини

Примітка: G3 iG4 в деяких випадках можуть комбінуватися як "G3-4 низькодиференційований або недиференційований".
Кісткові і м'якотканинні саркоми також класифікуються з використанням термінів «високий» і       «низький» ступінь диференціювання. Спеціальна система диференціювання рекомендується для пухлин молочної залози, тіла матки і печінки.

### Групування за стадіями
Класифікація за системою TNM дає досить точний опис анатомічного поширення хвороби. Чотири ступеня для T, три ступені для N і два ступені для M складають 24 категорії TNM. Для складання таблиць і аналізу (за винятком дуже великих масивів) слід звести ці категорії в відповідне число груп по стадіях. Карцинома in situ відповідає стадії 0, випадки з наявністю віддалених метастазів - IV стадії (за винятком папиллярної і фолікулярної карциноми щитоподібної залози). Кожна група повинна бути по можливості однорідної за тривалістю життя, яка визначається за будь-якої локалізації.
Для патологічної угруповання за стадіями в разі отримання достатнього матеріалу для патоморфологічного дослідження і можливості оцінки з вищої категорії T, N показників, M1 може бути клінічною (cM1) або патологоанатомічної (pM1). Однак, якщо метастази підтверджені патоморфологічні, використовується патологоанатомічна (pM1) класифікація та патологоанатомічне стадіювання.

### Споріднені класифікації
З 1958 р ВООЗ включалася в програму по розробці критеріїв гістологічної діагностики злоякісних пухлин. Результатом цієї роботи стала Міжнародна Гістологічна Класифікація пухлин, що складається з 25 томів з численними ілюстраціями різних видів пухлин і пропозиціями щодо їх номенклатурі. Нові серії видання ВООЗ Класифікація пухлин  Патоморфологічні і генетичні аспекти пухлин продовжують ці зусилля.
ВОЗ була також розроблена і Міжнародної класифікації Онкологічних хвороб (ICD - 0) у вигляді системи топографічних і морфологічних кодів, що вказують на характер пухлини - злоякісна або доброякісна. Ця номенклатура кодів використана в Морфологічної Системі Медичної Номенклатури (SNOMED), опублікованій Коледжем Американських  Патологів. В інтересах міжнародного співробітництва по протиракову дослідженням, особливо клінічних, при діагностиці злоякісних новоутворень рекомендовано застосовувати Міжнародну гістологічна класифікація пухлин, а коди ICD-0 використовувати для реєстрації даних.